# Omer Tal
Omer Tal (hebräisch עֹמֶר טַל ʿOmer Ṭal, Plene auch עומר טל; * 15. Oktober 1992 in Kfar Vradim) ist ein rumänisch-israelischer Basketballspieler, der als (Shooting) Guard spielt. Zurzeit spielt er für Ironi Naharija in der 2. Liga in Israel. 

## Vereinslaufbahn
Tal ist in Kfar Vradim im Norden Israels aufgewachsen. Tal begann seine Karriere in der Jugendabteilung von Kfar Vradim. Später wechselte er in die Jugend von HaPoʿel Gilboʿa Galil. Seit 2013 spielte Tal für das Team im Profibereich. Später wechselte er nach Rumänien, wo er unter anderem für CSM Targu Jiu (auch: CS Energia) (3. Platz in der Meisterschaft) und für Dinamo Bukarest in der ersten Liga spielte. In der rumänischen Liga spielte er aufgrund seines rumänischen Passes als Einheimischer. Später wechselte er in die erste Liga nach Israel zurück und spielte erst bei HaPoʿel Migdal haʿEmeq. Zur Saison 2016/2017 wechselte er zu HaPoʿel ʿAfula. Danach spielte er jeweils eine Saison bei HaPoʿel Ramat Gan-Givʿatajim (2017/18), Maccabi Qirjat Motzkin BC (2018/19) und HaPoʿel Haifa BC (2019/20). Zur Saison 2020/21 kehrte er zu seinem Stammverein HaPoʿel Galil ʿEljon zurück. Während der Saison 2021/2022 wechselte er zu HaPoʿel Cholon. Sein Trainer bei HaPoʿel Cholon in der Saison 2021/22 war Guy Goodes. Zudem wurde er in jener Saison an der Seite von Guy Pnini, Joe Ragland sowie Tyrus McGee auch israelischer Meister. Zur Saison 2022/23 wechselte er zu Ironi Naharija in die 2. israelische Liga und spielte in 7 Partien mit.

### Internationale Wettbewerbe
In der Saison 2014/15 spielte er mit CSM Targu Jiu in der EuroChallenge und in der Saison 2021/22 mit HaPoʿel Cholon in der Basketball Champions League.

## Erfolge
2021/22: Israelischer Basketballmeister mit HaPoʿel Cholon.

## Statistiken
Die Spielstatistik bezieht sich jeweils auf die Regular Season. Hinweis: Wann die Vereinswechsel innerhalb einer Spielzeit genau waren, konnte nicht nachvollzogen werden.
| Verein                       | Land     | von  | bis  | Liga    | Punkte pro Spiel | Assists pro Spiel | Rebounds pro Spiel | Beleg       |
| ---------------------------- | -------- | ---- | ---- | ------- | ---------------- | ----------------- | ------------------ | ----------- |
| HaPoʿel Galil ʿEljon         | Israel   | 2013 | 2014 | 2. Liga | 4,6              | 1,4               | 1,4                | [ 2 ]       |
| HaPoʿel Galil ʿEljon         | Israel   | 2014 | 2015 | 2. Liga | 6,8              | 2,9               | 2,2                | [ 2 ]       |
| CSM Targu Jiu                | Rumänien | 2014 | 2015 | 1. Liga | 0,7              | 2,0               | 1,7                | [ 2 ]       |
| CS Dinamo Bukarest           | Rumänien | 2015 | 2016 | 1. Liga | 1,5              | 0,0               | 1,5                | [ 2 ]       |
| HaPoʿel Migdal haʿEmeq       | Israel   | 2015 | 2016 | 2. Liga | 10,4             | 5,8               | 3,5                | [ 2 ]       |
| HaPoʿel ʿAfula B.C.          | Israel   | 2016 | 2017 | 2. Liga | 10,8             | 4,1               | 3,1                | [ 2 ]       |
| HaPoʿel Ramat Gan-Givʿatajim | Israel   | 2017 | 2018 | 2. Liga | 8,9              | 2,7               | 2,7                | [ 2 ]       |
| Maccabi Qirjat Motzkin B.C.  | Israel   | 2018 | 2019 | 2. Liga | 10,5             | 4,2               | 3,8                | [ 2 ]       |
| HaPoʿel Haifa BC             | Israel   | 2019 | 2020 | 2. Liga | 10,3             | 2,7               | 3,8                | [ 2 ]       |
| HaPoʿel Galil ʿEljon         | Israel   | 2020 | 2021 | 2. Liga | 13,4             | 5,1               | 3,0                | [ 2 ]       |
| HaPoʿel Galil ʿEljon         | Israel   | 2021 | 2022 | 1. Liga | 4,3              | 3,8               | 1,0                | [ 2 ]       |
| HaPoʿel Cholon               | Israel   | 2021 | 2022 | 1. Liga | 3,0              | 0,9               | 1,4                | [ 2 ]       |
| Ironi Naharija               | Israel   | 2022 | 2023 | 2. Liga | 3,0              | 2,4               | 1,7                | [ 8 ] [ 2 ] |